# 2009 ワールド・ベースボール・クラシック 日本代表
2009 ワールド・ベースボール・クラシック 日本代表（2009 - にっぽんだいひょう）は、2009年に開催された第2回ワールド・ベースボール・クラシックに出場した、野球の日本代表チームである。第1回大会での優勝に続き、第2回大会も優勝。連覇を果たした。監督は原辰徳。通称「侍ジャパン」。

## 概要

### 監督決定の経緯
2008年3月に第2回大会の詳細が発表されたものの、世間の目は2008年8月に開催される北京オリンピックに目が向けられており、WBCの監督人選についても北京オリンピック終了後となっていた。
金メダルを目指した北京五輪代表（星野ジャパン）は4位に終わり、その後、WBCの監督人選問題について報道されるようになる。星野仙一（五輪代表監督）への就任要請があったとの報道 や落合博満（中日監督）への監督就任要請がされ、本人は固辞したとの報道 があった。
9月1日のプロ野球実行委員会で監督人選問題が議論され、コミッショナーの加藤良三を中心に人選を進めることでまとまる。加藤は監督人事や選手選考の体制などについて協議するためのWBC体制検討会議を招集した。検討会議のメンバーは次の通り（肩書きはいずれも当時のもの）。
- 加藤良三（コミッショナー）
- 王貞治（前WBC代表監督）
- 星野仙一（北京五輪代表監督）
- 野村克也（楽天監督）
- 高田繁（ヤクルト監督）
- 野村謙二郎（日本テレビ野球解説者）

会議は10月中旬に数回開催されたが、前代表監督の王（前回終了時点で北京五輪並びに今回の監督就任を辞退する方針を示していた）が健康問題を理由に早々と辞退を表明したこと、現役監督の起用に複数の球団が難色を示したことから、一旦は監督受諾の意思がないと表明した 星野の就任を既定路線 とする方向で進んだ。しかし、五輪で惨敗した星野を就任させることへの世論の反発があり、野村克也は会議の内実について星野の監督就任が既定路線のようであったと発言。また、イチローは、NPBの現役監督は候補から外すという報道に対して「本気で最強のチームをつくろうとしているとは思えない」「WBCは北京のリベンジの場ではない」といった発言を行った。
10月22日に星野が世間の逆風、家族の反対を理由に改めて就任辞退を表明すると、星野の就任を前提としたコーチの人選も白紙となった。
その後は日本一監督を代表監督とする案が浮上し、当初現役監督の起用に反対していた西武が渡辺久信の起用に反対しない考えを表明した ほか、巨人も原の起用を容認 するなど、現役監督の起用が濃厚となった。日本シリーズを控えた段階で日本一となる可能性のあった巨人の原と西武の渡辺に事実上候補は絞られたが、渡辺がこの年就任一年目であったため経験不足が指摘され（渡辺本人も「百戦錬磨の監督が良いと思う」と自身の就任には否定的な立場を取った）、10月27日にセ・リーグを連覇した原へ監督就任の要請を行うことを検討会議で決定し、翌28日に原が監督就任を受諾した。
11月12日には代表コーチ6名を正式発表し、王が日本代表監督相談役に就任することも発表された。

### 『サムライジャパン』の名称の経緯
原が上層部へ「今までは監督の苗字＋ジャパン（長嶋ジャパン、王ジャパン、星野ジャパン等）で呼ばれるのが通常であったが、自分は「監督の苗字＋ジャパン」のように呼ばれるような値の人間ではない。それに「ジャパン」というのは未来永劫続く、野球界の誇りであり憧れのチームだという風に思っているので、何か違う形での名前を考えてくれないか?」と相談したところ、『サムライジャパン』という名前がNPB側から挙がり、原が採用し11月に発表された。
正式な名称はこの『サムライジャパン』だが、一部メディアでは『原ジャパン』という名称も使用された。また、メディアによっては『侍ジャパン』、『SAMURAI JAPAN』といった表記も見られた。
しかし、2008年3月にホッケー日本代表が発表した商標登録済である愛称の「さむらいJAPAN」に酷似しており、日本ホッケー協会広報委員長の永井東一は「WBC日本代表より前に“さむらい”を名乗っていた。元祖は私たちなのでパクったのではない」「露出の差を考えれば、こちらがマネしたと思われる」と主張、日本野球機構(NPB)など関係団体に抗議文を提出した。これに対し、NPB側は「商標類似」など、ルール上の問題はないとし「SAMURAI JAPAN（サムライ・ジャパン）」を取り下げることはしなかったことで、日本ホッケー協会理事からは「オレたちの方が早かったのだから金を取れ」という意見も出た。これについて、加藤は「双方の代表が親しまれ、さらに活躍できるように協力、応援をお願いしたい」と配慮するコメントを残したが、WBCで日本代表の活躍を見た永井は「“侍ジャパン”の名前がこうして表に出ていることに関しては、複雑な思いもありますね」とも語った。
2012年、代表常設化と同時にチームの呼称として侍ジャパンが正式に使われることとなった。

### 代表選考の過程
2008年
- 10月26日 - 里崎智也が出場辞退の意向を示す[15]。
- 11月13日 - 12日に初のスタッフ会議を行なったうえ、48人の選手を一次候補選手としてリストアップしたことを発表（候補者は非公表）。
- 11月21日 - 第2回スタッフ会議。阪神の新井貴浩、矢野輝弘の辞退[16]、中日の岩瀬仁紀、浅尾拓也、高橋聡文、森野将彦、和田一浩の辞退、松井秀喜らが出場に所属球団の許可が必要となることなどを考慮し、新たに候補選手をリストアップし、海外組も含めた45人の候補を12月15日に発表することに[17]。
- 11月23日 - 候補に挙げられていた中日の4選手が正式にコメント[18]。当時中日監督の落合は「監督や球団が強制しているわけではなく、あくまでも選手自身の意思」とし、「故障をした時の保障もないし、自分のことを考えるのは一番の権利。全部NPBがフォローしてくれるならいいけど理想論を掲げられて一番困るのは選手だ。みんな出てくれると思っているのが大間違い」とNPBや原、マスコミなどの姿勢を批判した[19]。
- 11月25日 - 和田一浩が、契約更改の記者会見にてWBC辞退の理由を説明[20]。
- 11月26日 - 松井秀喜が正式に辞退[21]。
- 12月15日 - 第1次候補者34人（投手16人、捕手4人、内野手8人、外野手6人）が発表された[22]。北京オリンピックで代表に選ばれた選手の内、1次候補発表前に辞退した選手を除くと、G.G.佐藤、成瀬善久、西岡剛、川上憲伸、荒木雅博は選出されなかった。
- 12月16日 - 落選となった松井稼頭央の所属事務所が、「あまりに冷たいやり方」と、原監督側の対応を批判（本人による直接のコメントは発表されていない）[23]。また松井稼サイドからは予め、「補欠なら選ばなくていい」と首脳陣側に伝えていた[24]。

2009年
- 1月9日 - 2009年初のスタッフ会議より、岩田稔を日本代表候補に追加招集することが決定。本人も、「突然の招集に驚いていますが大変光栄なこと。」と快諾[25]。
- 1月14日 - フリーエージェントを行使していた斎藤隆が、ドジャースからレッドソックスに移籍することが正式決定したことを発表。レッドソックス側と相談し、正式に出場辞退を申し出、了承された。
- 1月17日 - 16日に暫定ロースターの登録締切（最大45人まで）。原は松井秀喜を登録締切直前までの状況を見て、登録するかどうかを判断したが、直接本人と連絡を取り最終の意思確認をした際、松井本人の「WBCには間に合わない」との意向により、登録を断念することを発表。また出場を辞退した黒田博樹、斎藤隆の代役は、代表合宿には招集しない考えを示した。
- 1月20日 - 第1次登録メンバー42人が、MLB公式サイトにて発表[26]。
- 2月2日 - 宮崎合宿に参加予定の第1次候補選手の背番号を発表。15日から宮崎で始まる代表候補合宿を実戦形式中心で行うことなどを決めた[27]。
- 2月22日 - 合宿終了後、オーストラリアとの強化試合に臨む28名が発表。合宿に参加した33名のうち、和田毅、岸孝之、細川亨、松中信彦、（栗原健太）が外れた。
- 3月21日 - 村田修一が第2ラウンド1位決定戦（3月20日 GAME6（韓国戦））において、4回表に1塁への走塁時に、1塁手前で右太腿裏を負傷（肉離れ）し途中退場。原は、準決勝以降の村田の出場を断念、栗原健太を緊急招集。栗原はオープン戦の阪神戦を控えた高松で試合前練習を行っている際に伝えを聞き試合開始前に広島へ戻り、21日夕方（日本時間）に渡米、21日（現地時間）に到着[28]。また村田は治療に専念する為に、先に日本へ帰国[29]。

オーダーについて原は、「1〜3番に出塁率が高く足の使える選手（イチロー、青木宣親ら）、4〜6番は得点力と進塁打などの自己犠牲を兼ねた選手（村田修一、小笠原道大ら）、7〜9番は意外性のある選手（福留孝介、城島健司らメジャーリーガー）」を起用すると発言。これを上杉謙信の戦術になぞらえて車懸かりの陣と呼んだ。
投手陣は前回の先発投手二人制に近いものの、若干球数制限が緩和されたため厳密ではなくなった。先発投手三本柱は前年メジャーで18勝を挙げた松坂大輔、日本を代表する投手と原自ら賞賛したダルビッシュ有、前年沢村賞の岩隈久志の三名。前回のWBCも経験している杉内俊哉、渡辺俊介らがブルペンで待機。前年セ・リーグ新人王の山口鉄也、ソフトバンクのクローザー馬原孝浩から藤川球児を経由して逃げ切りを図る。しかし本番では藤川球児の調子が上がらず、準決勝からは先発登板予定のないダルビッシュ有がクローザーに回った。

## 代表メンバー
|        | 背番号 | 氏名           | 所属球団                           | 投 | 打 | 備考                       |
| ------ | ------ | -------------- | ---------------------------------- | -- | -- | -------------------------- |
| 監督   | 83     | 原辰徳         | 読売ジャイアンツ監督               | 右 | 右 |                            |
| コーチ | 72     | 伊東勤         |                                    | 右 | 右 | 総合コーチ                 |
| コーチ | 71     | 山田久志       |                                    | 右 | 右 | 投手コーチ                 |
| コーチ | 92     | 与田剛         |                                    | 右 | 右 | 投手コーチ（ブルペン担当） |
| コーチ | 81     | 篠塚和典       | 読売ジャイアンツ打撃コーチ         | 右 | 左 | 打撃コーチ                 |
| コーチ | 63     | 高代延博       |                                    | 右 | 右 | 内野守備走塁コーチ         |
| コーチ | 73     | 緒方耕一       | 読売ジャイアンツ外野守備走塁コーチ | 右 | 両 | 外野守備走塁コーチ         |
| 投手   | 11     | ダルビッシュ有 | 北海道日本ハムファイターズ         | 右 | 右 |                            |
| 投手   | 14     | 馬原孝浩       | 福岡ソフトバンクホークス           | 右 | 右 |                            |
| 投手   | 15     | 田中将大       | 東北楽天ゴールデンイーグルス       | 右 | 右 |                            |
| 投手   | 16     | 涌井秀章       | 埼玉西武ライオンズ                 | 右 | 右 |                            |
| 投手   | 18     | 松坂大輔       | ボストン・レッドソックス           | 右 | 右 |                            |
| 投手   | 19     | 岩田稔         | 阪神タイガース                     | 左 | 左 |                            |
| 投手   | 20     | 岩隈久志       | 東北楽天ゴールデンイーグルス       | 右 | 右 |                            |
| 投手   | 22     | 藤川球児       | 阪神タイガース                     | 右 | 左 |                            |
| 投手   | 26     | 内海哲也       | 読売ジャイアンツ                   | 左 | 左 |                            |
| 投手   | 28     | 小松聖         | オリックス・バファローズ           | 右 | 右 |                            |
| 投手   | 31     | 渡辺俊介       | 千葉ロッテマリーンズ               | 右 | 右 |                            |
| 投手   | 39     | 山口鉄也       | 読売ジャイアンツ                   | 左 | 左 |                            |
| 投手   | 47     | 杉内俊哉       | 福岡ソフトバンクホークス           | 左 | 左 |                            |
| 捕手   | 2      | 城島健司       | シアトル・マリナーズ               | 右 | 右 |                            |
| 捕手   | 10     | 阿部慎之助     | 読売ジャイアンツ                   | 右 | 左 |                            |
| 捕手   | 29     | 石原慶幸       | 広島東洋カープ                     | 右 | 右 |                            |
| 内野手 | 5      | 栗原健太       | 広島東洋カープ                     | 右 | 右 | 村田に代わり追加招集       |
| 内野手 | 6      | 中島裕之       | 埼玉西武ライオンズ                 | 右 | 右 |                            |
| 内野手 | 7      | 片岡易之       | 埼玉西武ライオンズ                 | 右 | 右 |                            |
| 内野手 | 8      | 岩村明憲       | タンパベイ・レイズ                 | 右 | 左 |                            |
| 内野手 | 9      | 小笠原道大     | 読売ジャイアンツ                   | 右 | 左 |                            |
| 内野手 | 25     | 村田修一       | 横浜ベイスターズ                   | 右 | 右 | 第2ラウンドで負傷離脱      |
| 内野手 | 52     | 川﨑宗則       | 福岡ソフトバンクホークス           | 右 | 左 |                            |
| 外野手 | 1      | 福留孝介       | シカゴ・カブス                     | 右 | 左 |                            |
| 外野手 | 23     | 青木宣親       | 東京ヤクルトスワローズ             | 右 | 左 |                            |
| 外野手 | 24     | 内川聖一       | 横浜ベイスターズ                   | 右 | 右 |                            |
| 外野手 | 35     | 亀井義行       | 読売ジャイアンツ                   | 右 | 左 |                            |
| 外野手 | 41     | 稲葉篤紀       | 北海道日本ハムファイターズ         | 左 | 左 |                            |
| 外野手 | 51     | イチロー       | シアトル・マリナーズ               | 右 | 左 |                            |

## チームスタッフ
- 王貞治（監督相談役）
- 栗田雄介（打撃投手）[31]
- 前田浩継（打撃投手）[32]
- 松修康（打撃投手）
- 米正秀（打撃投手）[33]
- 小山良男（ブルペン捕手）[34]
- 河野徳良（ヘッドトレーナー）代表チームトレーナー
- 渡邊誉（トレーナー）パーソナルトレーナーとして帯同
- 森本貴義（トレーナー）[35]
- 鈴木哲也（トレーナー）代表チームトレーナー
- 鈴木昌宏アントニー（通訳）[36]
- 三井康浩（チーフスコアラー）[37]

## 試合結果

### 日本代表宮崎合宿 練習試合

#### 2月21日
開始:13:00 サンマリンスタジアム宮崎
| 侍ジャパン | 10 - 0 | 読売ジャイアンツ |

|            | 1 | 2 | 3 | 4 | 5 | 6 | 7 | 8 | 9 | R  |
| ---------- | - | - | - | - | - | - | - | - | - | -- |
| 巨人       | 0 | 0 | 0 | 0 | 0 | 0 | 0 | 0 | 0 | 0  |
| 侍ジャパン | 3 | 1 | 2 | 2 | 0 | 0 | 0 | 0 | 2 | 10 |

1. 巨：東野、古川、栂野、ロメロ、木村正 - 鶴岡、實松
2. 日：和田、田中、内海、馬原、藤川 - 城島、細川
3. 本塁打
日：稲葉（1回3ラン 東野）

#### 2月22日
開始:11:30 サンマリンスタジアム宮崎
| 侍ジャパン | 13 - 1 | 読売ジャイアンツ |

|            | 1 | 2 | 3 | 4 | 5 | 6 | 7 | R  |
| ---------- | - | - | - | - | - | - | - | -- |
| 巨人       | 0 | 0 | 1 | 0 | 0 | 0 | 0 | 1  |
| 侍ジャパン | 3 | 4 | 1 | 2 | 3 | 3 | 0 | 13 |

1. 巨：金刃、歌藤、西村健、福田 - 加藤、實松
2. 日：涌井、岩田、渡辺俊、山口 - 阿部、石原
3. 本塁打
日：福留（2回満塁 金刃）、中島（4回2ラン 歌藤）、岩村（5回3ラン 西村健）

### アサヒビールチャレンジ '09 WORLD BASEBALL CLASSIC 強化試合

#### 2月24日
開始:19:09、試合時間:2時間55分、観客:33,611人 京セラドーム大阪
| 日本 | 8 - 2 | オーストラリア |

|                | 1 | 2 | 3 | 4 | 5 | 6 | 7 | 8 | 9 | R | H  | E |
| -------------- | - | - | - | - | - | - | - | - | - | - | -- | - |
| オーストラリア | 0 | 1 | 0 | 0 | 0 | 0 | 0 | 1 | 0 | 2 | 8  | 3 |
| 日本           | 0 | 2 | 1 | 1 | 3 | 0 | 1 | 0 | X | 8 | 10 | 0 |

1. 豪：コックス、クロフォード、アンダーソン、ラングレン - カールセン、ハウス
2. 日：ダルビッシュ、岩隈、岩田、小松、田中、馬原 - 城島、石原
3. 勝利：岩隈
4. 敗戦：コックス

| オーストラリア戦オーダー | オーストラリア戦オーダー | オーストラリア戦オーダー |
| ------------------------ | ------------------------ | ------------------------ |
| 1                        | [中]                     | 青木宣親                 |
| 2                        | [遊]                     | 中島裕之                 |
| 3                        | [右]                     | イチロー                 |
| 4                        | [指]                     | 稲葉篤紀                 |
| 5                        | [三]                     | 村田修一                 |
| 6                        | [一]                     | 小笠原道大               |
| 7                        | [左]                     | 福留孝介                 |
| 8                        | [捕]                     | 城島健司                 |
| 9                        | [二]                     | 岩村明憲                 |
| 投手                     |                          | ダルビッシュ有           |

#### 2月25日
開始:18:09、試合時間:3時間9分、観客:33,205人 京セラドーム大阪
| オーストラリア | 2 - 11 | 日本 |

|                | 1 | 2 | 3 | 4 | 5 | 6 | 7 | 8 | 9 | R  | H  | E |
| -------------- | - | - | - | - | - | - | - | - | - | -- | -- | - |
| 日本           | 0 | 0 | 2 | 5 | 0 | 2 | 0 | 2 | 0 | 11 | 16 | 0 |
| オーストラリア | 0 | 2 | 0 | 0 | 0 | 0 | 0 | 0 | 0 | 2  | 5  | 6 |

1. 日：松坂、杉内、内海、渡辺俊、山口、涌井、藤川 - 阿部、石原
2. 豪：モス、ブラッシングトン、ケリー、スピアー、キャシディ、ティムズ - カールセン、ハウス
3. 勝利：杉内
4. 敗戦：ブラッシングトン

| オーストラリア戦オーダー | オーストラリア戦オーダー | オーストラリア戦オーダー |
| ------------------------ | ------------------------ | ------------------------ |
| 1                        | [中]                     | 青木宣親                 |
| 2                        | [遊]                     | 中島裕之                 |
| 3                        | [右]                     | イチロー                 |
| 4                        | [左]                     | 稲葉篤紀                 |
| 5                        | [三]                     | 村田修一                 |
| 6                        | [二]                     | 岩村明憲                 |
| 7                        | [指]                     | 城島健司                 |
| 8                        | [捕]                     | 阿部慎之助               |
| 9                        | [一]                     | 内川聖一                 |
| 投手                     |                          | 松坂大輔                 |

#### 2月28日
開始:19:06、試合時間:3時間、観客:41,586人 東京ドーム
| 日本 | 2 - 7 | 埼玉西武ライオンズ |

|      | 1 | 2 | 3 | 4 | 5 | 6 | 7 | 8 | 9 | R | H  | E |
| ---- | - | - | - | - | - | - | - | - | - | - | -- | - |
| 西武 | 0 | 0 | 2 | 0 | 1 | 0 | 0 | 4 | 0 | 7 | 10 | 1 |
| 日本 | 0 | 0 | 0 | 1 | 0 | 0 | 0 | 0 | 1 | 2 | 9  | 0 |

1. 西：ワズディン、岸、グラマン、長田、谷中、小野寺 - 炭谷
2. 日：岩隈、ダルビッシュ、内海、田中、小松、馬原、山口 - 城島、阿部
3. 勝利：ワズディン
4. 敗戦：岩隈
5. 本塁打
西：大崎（3回2ラン 岩隈）

| 西武戦オーダー | 西武戦オーダー | 西武戦オーダー |
| -------------- | -------------- | -------------- |
| 1              | [左]           | 青木宣親       |
| 2              | [遊]           | 中島裕之       |
| 3              | [右]           | イチロー       |
| 4              | [指]           | 稲葉篤紀       |
| 5              | [三]           | 村田修一       |
| 6              | [一]           | 小笠原道大     |
| 7              | [中]           | 福留孝介       |
| 8              | [捕]           | 城島健司       |
| 9              | [二]           | 岩村明憲       |
| 投手           |                | 岩隈久志       |

#### 3月1日
開始:19:06、試合時間:3時間18分、観客:42,822人 東京ドーム
| 日本 | 2 - 1 | 読売ジャイアンツ |

|      | 1 | 2 | 3 | 4 | 5 | 6 | 7 | 8 | 9 | 10 | R | H | E |
| ---- | - | - | - | - | - | - | - | - | - | -- | - | - | - |
| 巨人 | 1 | 0 | 0 | 0 | 0 | 0 | 0 | 0 | 0 | 0  | 1 | 7 | 1 |
| 日本 | 0 | 0 | 0 | 0 | 1 | 0 | 0 | 0 | 0 | 1× | 2 | 7 | 0 |

1. 巨：高橋尚、バーンサイド、木佐貫、M・中村、歌藤、木村正、オビスポ - 鶴岡、加藤
2. 日：杉内、松坂、渡辺俊、岩田、涌井、藤川、山口 - 城島
3. 勝利：山口
4. 敗戦：歌藤
5. 本塁打
巨：アルフォンゾ（1回ソロ 杉内）

| 巨人戦オーダー | 巨人戦オーダー | 巨人戦オーダー |
| -------------- | -------------- | -------------- |
| 1              | [右]           | イチロー       |
| 2              | [二]           | 片岡易之       |
| 3              | [中]           | 青木宣親       |
| 4              | [三]           | 村田修一       |
| 5              | [指]           | 稲葉篤紀       |
| 6              | [左]           | 内川聖一       |
| 7              | [一]           | 小笠原道大     |
| 8              | [捕]           | 城島健司       |
| 9              | [遊]           | 川崎宗則       |
| 投手           |                | 杉内俊哉       |

### トレーニングキャンプ（米国アリゾナ州）Exhibition Game

#### 3月11日
開始:13:05、試合時間:3時間4分、観客:6,592人 スコットデール・スタジアム
| サンフランシスコ・ジャイアンツ | 4 - 6 | 日本 |

|              | 1 | 2 | 3 | 4 | 5 | 6 | 7 | 8 | 9 | R | H  | E |
| ------------ | - | - | - | - | - | - | - | - | - | - | -- | - |
| 日本         | 0 | 0 | 0 | 1 | 1 | 4 | 0 | 0 | 0 | 6 | 11 | 0 |
| ジャイアンツ | 2 | 0 | 2 | 0 | 0 | 0 | 0 | 0 | 0 | 4 | 8  | 1 |

1. 日：田中、内海、涌井、渡辺俊、岩田 - 阿部、石原
2. SF：Lincecum、English、Taschner、J.Miller、Hinshaw、Wilson、Beltran - B.Molina、Williams
3. 勝利：涌井
4. セーブ：岩田
5. 敗戦：J.Miller
6. 本塁打
SF：Renteria（3回ソロ 内海）

| ジャイアンツ戦オーダー | ジャイアンツ戦オーダー | ジャイアンツ戦オーダー |
| ---------------------- | ---------------------- | ---------------------- |
| 1                      | [右]                   | イチロー               |
| 2                      | [遊]                   | 中島裕之               |
| 3                      | [左]                   | 青木宣親               |
| 4                      | [指]                   | 稲葉篤紀               |
| 5                      | [三]                   | 村田修一               |
| 6                      | [一]                   | 小笠原道大             |
| 7                      | [中]                   | 福留孝介               |
| 8                      | [捕]                   | 阿部慎之助             |
| 9                      | [二]                   | 岩村明憲               |
| 投手                   |                        | 田中将大               |

#### 3月12日
開始:13:05、試合時間:3時間1分、観客:6,591人 ホホカム・パーク
| シカゴ・カブス | 2 - 3 | 日本 |

|        | 1 | 2 | 3 | 4 | 5 | 6 | 7 | 8 | 9 | R | H  | E |
| ------ | - | - | - | - | - | - | - | - | - | - | -- | - |
| 日本   | 0 | 0 | 2 | 0 | 0 | 1 | 0 | 0 | 0 | 3 | 6  | 0 |
| カブス | 0 | 0 | 0 | 1 | 0 | 0 | 0 | 0 | 1 | 2 | 10 | 1 |

1. 日：ダルビッシュ、小松、山口、杉内、馬原、藤川 - 城島、石原
2. CHC：C.Zambrano、Gregg、Patton、A.Guzman、Cotts、R.Wells - Bako、M.Johnson
3. 勝利：ダルビッシュ
4. セーブ：藤川
5. 敗戦：C.Zambrano

| カブス戦オーダー | カブス戦オーダー | カブス戦オーダー |
| ---------------- | ---------------- | ---------------- |
| 1                | [右]             | イチロー         |
| 2                | [遊]             | 片岡易之         |
| 3                | [左]             | 青木宣親         |
| 4                | [指]             | 村田修一         |
| 5                | [一]             | 小笠原道大       |
| 6                | [中]             | 福留孝介         |
| 7                | [捕]             | 城島健司         |
| 8                | [二]             | 岩村明憲         |
| 9                | [三]             | 川崎宗則         |
| 投手             |                  | ダルビッシュ有   |

### 第1ラウンド

#### 3月5日
開始:18:48、試合時間:2時間55分、観客:43,428人 東京ドーム
| 日本 | 4 - 0 | 中国 |

|      | 1 | 2 | 3 | 4 | 5 | 6 | 7 | 8 | 9 | R | H | E |
| ---- | - | - | - | - | - | - | - | - | - | - | - | - |
| 中国 | 0 | 0 | 0 | 0 | 0 | 0 | 0 | 0 | 0 | 0 | 5 | 2 |
| 日本 | 0 | 0 | 3 | 0 | 0 | 1 | 0 | 0 | × | 4 | 5 | 0 |

1. 中：李晨浩、陳俊毅、孫国強、劉凱 - 張振旺
2. 日：ダルビッシュ、涌井、山口、田中、馬原、藤川 - 城島、阿部
3. 勝利：ダルビッシュ
4. 敗戦：李晨浩
5. 本塁打
日：村田1号（3回2ラン 李晨浩）

| 中国戦オーダー | 中国戦オーダー | 中国戦オーダー |
| -------------- | -------------- | -------------- |
| 1              | [右]           | イチロー       |
| 2              | [遊]           | 中島裕之       |
| 3              | [左]           | 青木宣親       |
| 4              | [指]           | 稲葉篤紀       |
| 5              | [三]           | 村田修一       |
| 6              | [一]           | 小笠原道大     |
| 7              | [中]           | 福留孝介       |
| 8              | [捕]           | 城島健司       |
| 9              | [二]           | 岩村明憲       |
| 投手           |                | ダルビッシュ有 |

#### 3月7日
開始:19:08、試合時間:2時間48分、観客:45,640人 東京ドーム
| 韓国 | 2 - 14 | 日本 |

|      | 1 | 2 | 3 | 4 | 5 | 6 | 7 | R  | H  | E |
| ---- | - | - | - | - | - | - | - | -- | -- | - |
| 日本 | 3 | 5 | 0 | 1 | 2 | 2 | 1 | 14 | 14 | 0 |
| 韓国 | 2 | 0 | 0 | 0 | 0 | 0 | 0 | 2  | 4  | 1 |

1. 日：松坂、渡辺俊、杉内、岩田 - 城島
2. 韓：金廣鉉、鄭現旭、張洹三、李在雨 - 朴勍完、姜珉鎬
3. 勝利：松坂
4. 敗戦：金廣鉉
5. 本塁打
日：村田2号（2回3ラン 金廣鉉）、城島1号（6回2ラン 李在雨）
韓：金泰均1号（1回2ラン 松坂）

| 韓国戦オーダー | 韓国戦オーダー | 韓国戦オーダー |
| -------------- | -------------- | -------------- |
| 1              | [右]           | イチロー       |
| 2              | [遊]           | 中島裕之       |
| 3              | [左]           | 青木宣親       |
| 4              | [三]           | 村田修一       |
| 5              | [指]           | 小笠原道大     |
| 6              | [一]           | 内川聖一       |
| 7              | [中]           | 福留孝介       |
| 8              | [捕]           | 城島健司       |
| 9              | [二]           | 岩村明憲       |
| 投手           |                | 松坂大輔       |

#### 3月9日
開始:18:39、試合時間:3時間2分、観客:42,879人 東京ドーム
| 日本 | 0 - 1 | 韓国 |

|      | 1 | 2 | 3 | 4 | 5 | 6 | 7 | 8 | 9 | R | H | E |
| ---- | - | - | - | - | - | - | - | - | - | - | - | - |
| 韓国 | 0 | 0 | 0 | 1 | 0 | 0 | 0 | 0 | 0 | 1 | 4 | 0 |
| 日本 | 0 | 0 | 0 | 0 | 0 | 0 | 0 | 0 | 0 | 0 | 6 | 0 |

1. 韓：奉重根、鄭現旭、柳賢振、林昌勇 - 朴勍完
2. 日：岩隈、杉内、馬原、ダルビッシュ、山口、藤川 - 城島
3. 勝利：奉重根
4. セーブ：林昌勇
5. 敗戦：岩隈

| 韓国戦オーダー | 韓国戦オーダー | 韓国戦オーダー |
| -------------- | -------------- | -------------- |
| 1              | [右]           | イチロー       |
| 2              | [遊]           | 中島裕之       |
| 3              | [左]           | 青木宣親       |
| 4              | [三]           | 村田修一       |
| 5              | [指]           | 稲葉篤紀       |
| 6              | [一]           | 内川聖一       |
| 7              | [中]           | 福留孝介       |
| 8              | [捕]           | 城島健司       |
| 9              | [二]           | 岩村明憲       |
| 投手           |                | 岩隈久志       |

### 第2ラウンド

#### 3月15日
開始:13:11、試合時間:3時間33分、観客:20,179人 ペトコ・パーク
| キューバ | 0 - 6 | 日本 |

|          | 1 | 2 | 3 | 4 | 5 | 6 | 7 | 8 | 9 | R | H  | E |
| -------- | - | - | - | - | - | - | - | - | - | - | -- | - |
| 日本     | 0 | 0 | 3 | 1 | 1 | 0 | 0 | 0 | 1 | 6 | 12 | 2 |
| キューバ | 0 | 0 | 0 | 0 | 0 | 0 | 0 | 0 | 0 | 0 | 8  | 0 |

1. 日：松坂、岩隈、馬原、藤川 - 城島
2. キ：チャップマン、N・ゴンザレス、ヒメネス、Y・ゴンサレス、マヤ、ウラシア、ガルシア - ペスタノ、メリーニョ
3. 勝利：松坂
4. 敗戦：チャップマン

| キューバ戦オーダー | キューバ戦オーダー | キューバ戦オーダー |
| ------------------ | ------------------ | ------------------ |
| 1                  | [右]               | イチロー           |
| 2                  | [遊]               | 片岡易之           |
| 3                  | [左]               | 青木宣親           |
| 4                  | [三]               | 村田修一           |
| 5                  | [指]               | 小笠原道大         |
| 6                  | [一]               | 内川聖一           |
| 7                  | [中]               | 福留孝介           |
| 8                  | [捕]               | 城島健司           |
| 9                  | [二]               | 岩村明憲           |
| 投手               |                    | 松坂大輔           |

#### 3月17日
開始:20:10、試合時間:3時間21分、観客:15,332人 ペトコ・パーク
| 韓国 | 4 - 1 | 日本 |

|      | 1 | 2 | 3 | 4 | 5 | 6 | 7 | 8 | 9 | R | H | E |
| ---- | - | - | - | - | - | - | - | - | - | - | - | - |
| 日本 | 0 | 0 | 0 | 0 | 1 | 0 | 0 | 0 | 0 | 1 | 7 | 1 |
| 韓国 | 3 | 0 | 0 | 0 | 0 | 0 | 0 | 1 | × | 4 | 4 | 0 |

1. 日：ダルビッシュ、山口、渡辺俊、涌井、岩田、田中 - 城島、石原
2. 韓：奉重根、尹錫珉、金廣鉉、林昌勇 - 朴勍完
3. 勝利：奉重根
4. セーブ：林昌勇
5. 敗戦：ダルビッシュ

| 韓国戦オーダー | 韓国戦オーダー | 韓国戦オーダー |
| -------------- | -------------- | -------------- |
| 1              | [右]           | イチロー       |
| 2              | [遊]           | 片岡易之       |
| 3              | [左]           | 青木宣親       |
| 4              | [三]           | 村田修一       |
| 5              | [一]           | 小笠原道大     |
| 6              | [指]           | 内川聖一       |
| 7              | [中]           | 福留孝介       |
| 8              | [捕]           | 城島健司       |
| 9              | [二]           | 岩村明憲       |
| 投手           |                | ダルビッシュ有 |

#### 3月18日
開始:20:09、試合時間:3時間26分、観客:9,774人 ペトコ・パーク
| キューバ | 0 - 5 | 日本 |

|          | 1 | 2 | 3 | 4 | 5 | 6 | 7 | 8 | 9 | R | H | E |
| -------- | - | - | - | - | - | - | - | - | - | - | - | - |
| 日本     | 0 | 0 | 0 | 2 | 1 | 0 | 1 | 0 | 1 | 5 | 8 | 0 |
| キューバ | 0 | 0 | 0 | 0 | 0 | 0 | 0 | 0 | 0 | 0 | 5 | 1 |

1. 日：岩隈、杉内 - 城島
2. キ：マヤ、Y・ゴンサレス、ヒメネス、N・ゴンサレス、ガルシア、べタンコート - ペスタノ、メリーニョ
3. 勝利：岩隈
4. セーブ：杉内
5. 敗戦：マヤ

| キューバ戦オーダー | キューバ戦オーダー | キューバ戦オーダー |
| ------------------ | ------------------ | ------------------ |
| 1                  | [右]               | イチロー           |
| 2                  | [遊]               | 中島裕之           |
| 3                  | [左]               | 青木宣親           |
| 4                  | [指]               | 稲葉篤紀           |
| 5                  | [三]               | 村田修一           |
| 6                  | [一]               | 小笠原道大         |
| 7                  | [中]               | 福留孝介           |
| 8                  | [捕]               | 城島健司           |
| 9                  | [二]               | 岩村明憲           |
| 投手               |                    | 岩隈久志           |

#### 3月19日
開始:18:10、試合時間:3時間42分、観客:14,832人 ペトコ・パーク
| 韓国 | 2 - 6 | 日本 |

|      | 1 | 2 | 3 | 4 | 5 | 6 | 7 | 8 | 9 | R | H  | E |
| ---- | - | - | - | - | - | - | - | - | - | - | -- | - |
| 日本 | 0 | 2 | 0 | 0 | 0 | 0 | 0 | 3 | 1 | 6 | 15 | 3 |
| 韓国 | 1 | 0 | 0 | 0 | 0 | 0 | 1 | 0 | 0 | 2 | 6  | 3 |

1. 日：内海、小松、田中、山口、涌井、馬原、藤川 - 阿部
2. 韓：張洹三、李承浩、李在雨、呉昇桓、金廣鉉、林泰勲 - 姜珉鎬、朴勍完
3. 勝利：涌井
4. 敗戦：呉昇桓
5. 本塁打
日：内川1号（2回ソロ 張洹三）
韓：李机浩3号（7回ソロ 田中）

| 韓国戦オーダー | 韓国戦オーダー | 韓国戦オーダー |
| -------------- | -------------- | -------------- |
| 1              | [右]           | イチロー       |
| 2              | [遊]           | 中島裕之       |
| 3              | [中]           | 青木宣親       |
| 4              | [指]           | 城島健司       |
| 5              | [左]           | 内川聖一       |
| 6              | [一]           | 村田修一       |
| 7              | [二]           | 岩村明憲       |
| 8              | [捕]           | 阿部慎之助     |
| 9              | [三]           | 片岡易之       |
| 投手           |                | 内海哲也       |

### 準決勝

#### 3月22日
開始:17:09、試合時間:3時間15分、観客:43,630人 ドジャー・スタジアム
| 日本 | 9 - 4 | アメリカ |

|          | 1 | 2 | 3 | 4 | 5 | 6 | 7 | 8 | 9 | R | H | E |
| -------- | - | - | - | - | - | - | - | - | - | - | - | - |
| アメリカ | 0 | 0 | 0 | 0 | 0 | 0 | 0 | 0 | 0 | 0 | 5 | 2 |
| 日本     | 0 | 0 | 3 | 0 | 0 | 1 | 0 | 0 | × | 4 | 5 | 0 |

1. 米：オズワルト、グラボウ、ハウエル、ソーントン、ハンラハン、シールズ - マッキャン
2. 日：松坂、杉内、田中、馬原、ダルビッシュ - 城島
3. 勝利：松坂
4. 敗戦：オズワルト
5. 本塁打
米：ロバーツ1号（1回ソロ 松坂）

| アメリカ戦オーダー | アメリカ戦オーダー | アメリカ戦オーダー |
| ------------------ | ------------------ | ------------------ |
| 1                  | [右]               | イチロー           |
| 2                  | [遊]               | 中島裕之           |
| 3                  | [左]               | 青木宣親           |
| 4                  | [指]               | 稲葉篤紀           |
| 5                  | [一]               | 小笠原道大         |
| 6                  | [中]               | 福留孝介           |
| 7                  | [捕]               | 城島健司           |
| 8                  | [二]               | 岩村明憲           |
| 9                  | [三]               | 川崎宗則           |
| 投手               |                    | 松坂大輔           |

### 決勝

#### 3月23日
開始:18:39、試合時間:4時間、観客:54,846人 ドジャー・スタジアム
| 韓国 | 3 - 5 | 日本 |

|      | 1 | 2 | 3 | 4 | 5 | 6 | 7 | 8 | 9 | 10 | R | H  | E |
| ---- | - | - | - | - | - | - | - | - | - | -- | - | -- | - |
| 日本 | 0 | 0 | 1 | 0 | 0 | 0 | 1 | 1 | 0 | 2  | 5 | 15 | 0 |
| 韓国 | 1 | 0 | 0 | 0 | 1 | 0 | 0 | 1 | 1 | 0  | 3 | 5  | 1 |

1. 日：岩隈、杉内、ダルビッシュ - 城島
2. 韓：奉重根、鄭現旭、柳賢振、林昌勇 - 朴勍完、姜珉鎬
3. 勝利：ダルビッシュ
4. 敗戦：林昌勇
5. 本塁打
韓：秋信守2号（5回ソロ 岩隈）

| 韓国戦オーダー | 韓国戦オーダー | 韓国戦オーダー |
| -------------- | -------------- | -------------- |
| 1              | [右]           | イチロー       |
| 2              | [遊]           | 中島裕之       |
| 3              | [中]           | 青木宣親       |
| 4              | [捕]           | 城島健司       |
| 5              | [一]           | 小笠原道大     |
| 6              | [左]           | 内川聖一       |
| 7              | [指]           | 栗原健太       |
| 8              | [二]           | 岩村明憲       |
| 9              | [三]           | 片岡易之       |
| 投手           |                | 岩隈久志       |

## 代表選出経過
（）内の数字は各選手の背番号、◆は、追加招集された選手。▼は、本大会途中にて出場不能となった選手。△は、本大会途中より出場となった選手。
| リーグ | チーム名       | 最終出場選手                                                                                      | 第1次候補 （合宿参加選手）         | 第1次登録選手 （合宿参加選手外）           |
| ------ | -------------- | ------------------------------------------------------------------------------------------------- | ---------------------------------- | ------------------------------------------ |
| NPB    | 巨人           | 内海哲也（投・26） 山口鉄也（投・39） 阿部慎之助（捕・10） 小笠原道大（内・9） 亀井義行（外・35） |                                    |                                            |
| NPB    | ヤクルト       | 青木宣親（外・23）                                                                                |                                    | 福地寿樹（外）                             |
| NPB    | 横浜           | 村田修一（内・25）▼ 内川聖一（外・24）                                                            |                                    | 寺原隼人（投）                             |
| NPB    | 中日           |                                                                                                   |                                    |                                            |
| NPB    | 阪神           | 藤川球児（投・22） 岩田稔（投・19）◆                                                              |                                    |                                            |
| NPB    | 広島           | 石原慶幸（捕・29） 栗原健太（内・5）△                                                             |                                    | 永川勝浩（投）                             |
| NPB    | 日本ハム       | ダルビッシュ有（投・11） 稲葉篤紀（外・41）                                                       |                                    | 武田勝（投） 髙橋信二（捕） 田中賢介（内） |
| NPB    | 楽天           | 田中将大（投・15） 岩隈久志（投・20）                                                             |                                    |                                            |
| NPB    | 西武           | 涌井秀章（投・16） 中島裕之（内・6） 片岡易之（内・7）                                            | 岸孝之（投・17） 細川亨（捕・27）  |                                            |
| NPB    | ロッテ         | 渡辺俊介（投・31）                                                                                |                                    | 西岡剛（内）                               |
| NPB    | オリックス     | 小松聖（投・28）                                                                                  |                                    |                                            |
| NPB    | ソフトバンク   | 馬原孝浩（投・14） 杉内俊哉（投・47） 川﨑宗則（内・52）                                          | 松中信彦（内・3） 和田毅（投・21） |                                            |
| MLB    | レッドソックス | 松坂大輔（投・18）                                                                                |                                    | 岡島秀樹（投）                             |
| MLB    | マリナーズ     | 城島健司（捕・2） イチロー（外・51）                                                              |                                    |                                            |
| MLB    | レイズ         | 岩村明憲（内・8）                                                                                 |                                    |                                            |
| MLB    | カブス         | 福留孝介（外・1）                                                                                 |                                    |                                            |
| MLB    | インディアンス |                                                                                                   |                                    | 小林雅英（投）                             |

## 辞退選手
1次候補選手発表前、及びリストアップされたが辞退
| ポジション | 氏名     | 所属球団                 | 投 | 打 | 辞退理由                                         |
| ---------- | -------- | ------------------------ | -- | -- | ------------------------------------------------ |
| 投手       | 岩瀬仁紀 | 中日ドラゴンズ           | 左 | 左 | シーズンに専念のため                             |
| 投手       | 浅尾拓也 | 中日ドラゴンズ           | 右 | 右 | シーズンに専念のため                             |
| 投手       | 高橋聡文 | 中日ドラゴンズ           | 左 | 左 | シーズンに専念のため                             |
| 捕手       | 里崎智也 | 千葉ロッテマリーンズ     | 右 | 右 | 右ひじ治療集中                                   |
| 捕手       | 矢野輝弘 | 阪神タイガース           | 右 | 右 | 右ひじの遊離軟骨除去手術を受けることになったため |
| 内野手     | 新井貴浩 | 阪神タイガース           | 右 | 右 | 腰痛の完治に専念                                 |
| 内野手     | 森野将彦 | 中日ドラゴンズ           | 右 | 左 | シーズンに専念するため                           |
| 外野手     | 和田一浩 | 中日ドラゴンズ           | 右 | 右 | シーズンに専念するため                           |
| 外野手     | 松井秀喜 | ニューヨーク・ヤンキース | 右 | 左 | チームが許可せず                                 |

- 浅尾と高橋は当初、WBC出場へ前向きとも取れる発言をしていた[57]。
- なお、当時の中日監督落合博満が、上記中日5選手の辞退について、北京オリンピック日本代表として出場した岩瀬が大会3敗を喫し“金どころかメダルを取れなかった大きな要因”と大バッシングを浴びたこともあり、「“俺らも行って、またこういう（岩瀬のような）目に遭うのは嫌だな”っていうようなものが（候補の選手たちに）感情的にあったんだと思う。そしたら“できたら断ってください”っていうようなことが全員、俺のところに言ってきた」と自身のYouTubeチャンネルで語っている[58]。

1次候補者発表後に辞退
| ポジション | 氏名     | 所属球団                 | 投 | 打 | 辞退理由           |
| ---------- | -------- | ------------------------ | -- | -- | ------------------ |
| 投手       | 黒田博樹 | ロサンゼルス・ドジャース | 右 | 右 | 調整上の理由により |
| 投手       | 斎藤隆   | ボストン・レッドソックス | 右 | 左 | 球団と協議の上     |

## ユニフォーム
今回もオリンピック等で組織する全日本野球会議の派遣ではなく前回大会に引き続きNPBによる派遣のためユニフォームはオリンピック等で使用する黒色の縦縞のユニフォームではない。デザインは前回大会と比較して大きく変わってはいないが細部にわたり変更点がある。

## 受賞・受章
- 褒状（紫綬）
- 2009年11月17日に、赤坂サカスにて「WBC表彰式」が行われ、監督、コーチ、選手等にチャンピオンリングが授与された[61]。
- 第59回日本スポーツ賞特別賞